# Домрачёв, Виктор Андрианович
Виктор Андрианович Домрачев — российский учёный в области комплексной механизации и автоматизации с.-х. производства, член-корреспондент РАСХН (1997), член-корреспондент РАН (2014).

## Биография
Родился 11.04.1935 г. в с. Крутинское Омской области.
Окончил Омский СХИ (1959).
В Сибирском НИИ сельского хозяйства: младший научный сотрудник (1959—1961), ведущий инженер (1961—1963), аспирант (1963—1966), ведущий инженер (1966—1967), старший научный сотрудник (1967—1970), зав. лабораторией механизации селекционно-семеноводческих процессов (1970—1972), зав. отделом механизации (1972—1979), заместитель директора по научной работе (1979—1984), директор (1984—1998), с 1998 г. — главный научный сотрудник отдела механизации.
Одновременно в 1984—1998 генеральный директор Сибирского НПО «Колос».
Доктор технических наук (1992), доктор с.-х. наук (1992), профессор (1994), член-корреспондент РАСХН (1997), член-корреспондент РАН (2014).
Конструктор машин для механизации опытного дела, в числе которых маркёр деляночный МД-4.2, селекционная сеялка ССС-5, селекционные жатки ЖФС-1.2 и ЖФС-1.8, селекционный комбайн КСС-1.25.
Заслуженный деятель науки Российской Федерации (1995), Изобретатель СССР (1986). Награждён орденом «Знак Почёта» (1986), золотой, серебряной и бронзовой медалями ВДНХ.
Получил 16 авторских свидетельств на изобретения.
Публикации:
- Методы ускорения селекции яровой пшеницы в Западной Сибири: метод. рекомендации / соавт.: В. А. Зыкин и др.; ВАСХНИЛ. СО. — Новосибирск, 1979. — 47 с.
- Технология производства зерна в Омской области / соавт.: Н. Э. Милащенко и др.; Сиб. НИИСХ. — Омск: Кн. изд-во, 1981. — 181 с.
- Система машин для комплексной механизации растениеводства в Сибири на 1981—1985 годы: метод. рекомендации / соавт.: Б. Д. Докин и др.; Сиб. НИИ механизации и электрификации сел. хоз-ва. — Новосибирск, 1982. — 357 с.
- Научно-технический прогресс в механизации сельского хозяйства Сибири / Сиб. НИИСХ; ред. В. А. Домрачев и др. — Омск, 1997. — 90 c.
- Очистка и сортирование семян зерновых культур: рекомендации / соавт.: Е. Б. Светличный и др.; Сиб. НИИСХ. — Омск, 2001. — 42 с.
- Механизация растениеводства Западной Сибири / ФГОУ ВПО Ом. гос. аграр. ун-т и др. — Омск: Сфера, 2005. — 239 с.
- Предпосевная обработка семян многолетних бобовых трав: моногр. / соавт.: А. П. Шевченко, А. В. Вербовский; ФГОУ ВПО Ом. гос. аграр. ун-т и др. — Омск, 2010. — 121с.
- Совершенствование машинных технологий с целью повышения их эффективности / Сиб. НИИСХ. — Омск, 2011. — 76 с.

Умер 07.10.2017 в Омске. Похоронен на Северо-Восточном кладбище.